# Edifício Montreal

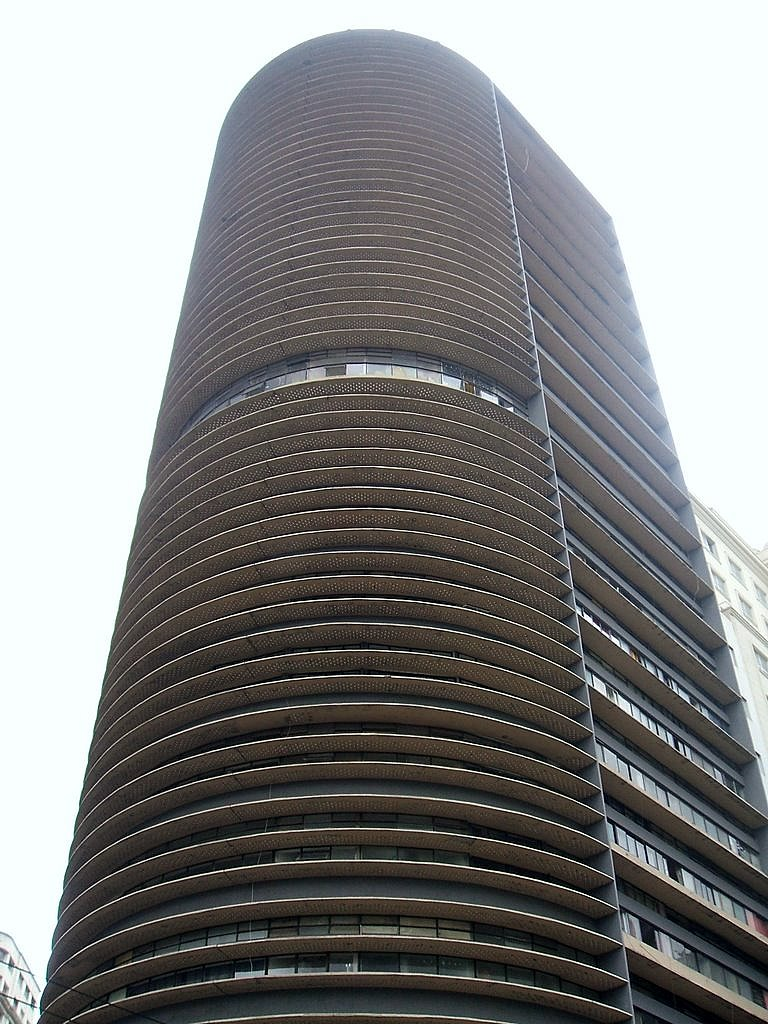
Edifício Montreal.

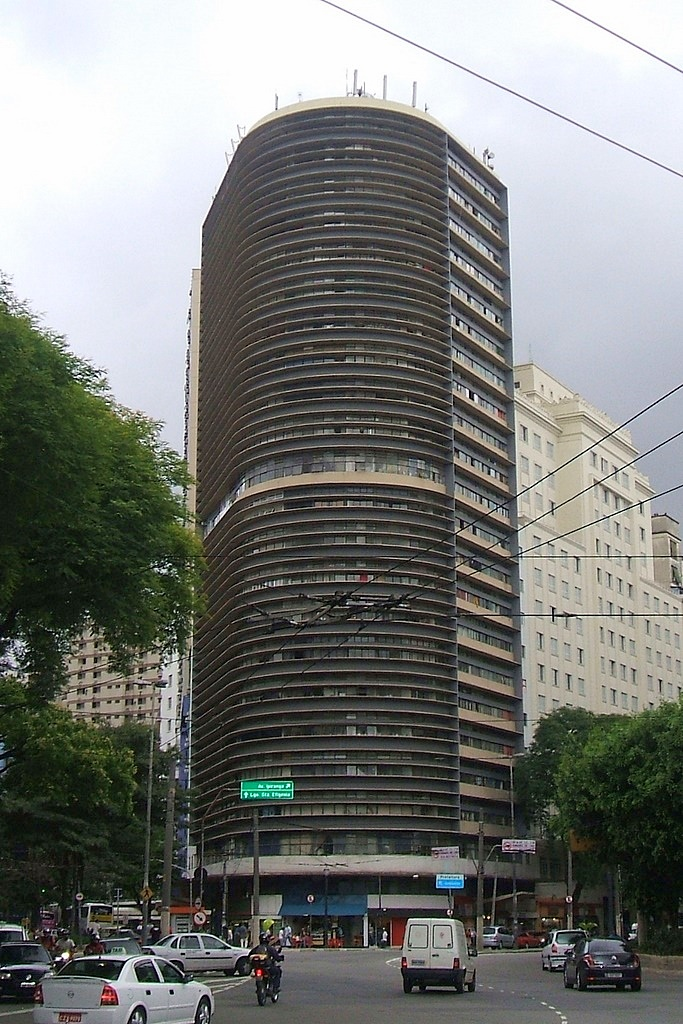
Fachada do Montreal, vista da Av. Cásper Líbero.

O Edifício Montreal é um edifício residencial localizado no centro da cidade de São Paulo, na confluência da Avenida Ipiranga com a Avenida Cásper Líbero (antiga Rua Conceição). Foi projetado por Oscar Niemeyer em 1951 e inaugurado em 1954, seguindo o calendário das comemorações do quarto centenário da capital paulista. É composto por espaçosos apartamentos-estúdio e sua imponente fachada, recoberta por brises, é importante referencial na paisagem urbana do centro.
O Montreal é uma das edificações concebidas pelo escritório-satélite mantido por Niemeyer em São Paulo na década de 1950, sob a direção de Carlos Lemos, por encomenda do Banco Nacional Imobiliário. Como os demais edifícios encomendados por essa instituição, buscava atender a demanda gerada pelo processo de intensa verticalização das áreas mais centrais da cidade. A divisão dos apartamentos, estruturados como quitinetes, pretendia atrair moradores sozinhos ou casais chegados à cidade em busca das oportunidades geradas nesse período de grande crescimento econômico.
A área total construída do edifício é de 41.600 m². Destaca-se a variação plástica de sua fachada, determinada pelas restrições existentes à época e pela localização do edifício, na confluência de duas vias. A fachada da avenida Ipiranga é revestido por lâminas de alumínio, enquanto que a face voltada para a Avenida Cásper Líbero possui lâminas de cor amarelo-cádmio. No hall de entrada, localizado no primeiro subsolo, há três grandes painéis com mosaicos executados por Di Cavalcanti.